# Élections législatives de 1967 dans l'Allier
Les élections législatives françaises de 1967 se déroulent les 5 et 12 mars 1967. Dans le département de l'Allier, quatre députés sont à élire dans le cadre de quatre circonscriptions.

## Élus
| Circonscription | Député sortant   | Parti | Parti | Député élu ou réélu | Parti | Parti          |
| --------------- | ---------------- | ----- | ----- | ------------------- | ----- | -------------- |
| 1re             | Marcel Guyot     |       | PCF   | Marcel Guyot        |       | PCF            |
| 2e              | Jean Nègre       |       | SFIO  | Jean Nègre          |       | FGDS (SFIO)    |
| 3e              | Charles Magne    |       | SFIO  | Pierre Villon       |       | PCF            |
| 4e              | Gabriel Péronnet |       | Rad   | Gabriel Péronnet    |       | FGDS (Radical) |

## Résultats

### Résultats à l'échelle du département
| Parti          | Parti                                           | Premier tour | Premier tour | Second tour | Second tour | Sièges |
| Parti          | Parti                                           | Voix         | %            | Voix        | %           | Sièges |
| -------------- | ----------------------------------------------- | ------------ | ------------ | ----------- | ----------- | ------ |
|                | Section française de l'Internationale ouvrière  | 31 180       | 16,53        | 33 432      | 18,44       | 1      |
|                | Parti radical                                   | 24 905       | 13,20        | 35 837      | 19,77       | 1      |
|                | Convention des institutions républicaines       | 6 438        | 3,41         | Retrait     | Retrait     | 0      |
|                | Fédération de la gauche démocrate et socialiste | 62 523       | 33,15        | 69 269      | 38,21       | 2      |
|                |                                                 |              |              |             |             |        |
|                | Union des démocrates pour la Ve République      | 34 472       | 18,28        | 52 545      | 28,98       | 0      |
|                | Républicains indépendants                       | 13 219       | 7,01         | 14 669      | 8,09        | 0      |
|                | Modérés                                         | 1 311        | 0,70         |             |             | 0      |
|                | Union des républicains de progrès               | 49 002       | 25,98        | 67 214      | 37,07       | 0      |
|                |                                                 |              |              |             |             |        |
|                | Parti communiste français                       | 58 824       | 31,19        | 44 817      | 24,72       | 2      |
|                | Progrès et démocratie moderne                   | 17 236       | 9,14         | Retrait     | Retrait     | 0      |
|                | Mouvement jeune révolution                      | 1 021        | 0,54         |             |             | 0      |
|                |                                                 |              |              |             |             |        |
| Inscrits       | Inscrits                                        | 243 762      | 100,00       | 243 748     | 100,00      | 4      |
| Abstentions    | Abstentions                                     | 50 945       | 20,9         | 55 276      | 22,68       |        |
| Votants        | Votants                                         | 192 817      | 79,1         | 188 472     | 77,32       |        |
| Blancs et nuls | Blancs et nuls                                  | 4 211        | 2,18         | 7 172       | 3,81        |        |
| Exprimés       | Exprimés                                        | 188 606      | 97,82        | 181 300     | 96,19       |        |

### Résultats par circonscription

#### Première circonscription (Moulins)
| Candidat       | Candidat                   | Parti          | Premier tour | Premier tour | Second tour | Second tour |  |
| Candidat       | Candidat                   | Parti          | Voix         | %            | Voix        | %           |  |
| -------------- | -------------------------- | -------------- | ------------ | ------------ | ----------- | ----------- |  |
|                | Marcel Guyot sortant réélu | PCF            | 13 424       | 32,26        | 20 867      | 51,65       |  |
|                | Paul Maridet               | UD-Ve          | 11 534       | 27,72        | 19 530      | 48,35       |  |
|                | Jean Cluzel                | CD (PDM)       | 10 215       | 24,55        | Retrait     | Retrait     |  |
|                | Pierre Lavau               | FGDS (CIR)     | 6 438        | 15,47        | Retrait     | Retrait     |  |
|                |                            |                |              |              |             |             |  |
| Inscrits       | Inscrits                   | Inscrits       | 55 505       | 100,00       | 55 506      | 100,00      |  |
| Abstentions    | Abstentions                | Abstentions    | 12 808       | 23,08        | 13 145      | 23,68       |  |
| Votants        | Votants                    | Votants        | 42 697       | 76,92        | 42 361      | 76,32       |  |
| Blancs et nuls | Blancs et nuls             | Blancs et nuls | 1 086        | 2,54         | 1 964       | 4,64        |  |
| Exprimés       | Exprimés                   | Exprimés       | 41 611       | 97,46        | 40 397      | 95,36       |  |

#### Deuxième circonscription (Montluçon)
| Candidat       | Candidat                 | Parti          | Premier tour | Premier tour | Second tour | Second tour |  |
| Candidat       | Candidat                 | Parti          | Voix         | %            | Voix        | %           |  |
| -------------- | ------------------------ | -------------- | ------------ | ------------ | ----------- | ----------- |  |
|                | Jean Nègre sortant réélu | FGDS (SFIO)    | 20 331       | 39,55        | 33 432      | 71,24       |  |
|                | Henri Védrines           | PCF            | 19 342       | 37,62        | Retrait     | Retrait     |  |
|                | Hector Rolland           | UD-Ve          | 11 736       | 22,83        | 13 497      | 28,76       |  |
|                |                          |                |              |              |             |             |  |
| Inscrits       | Inscrits                 | Inscrits       | 64 218       | 100,00       | 64 214      | 100,00      |  |
| Abstentions    | Abstentions              | Abstentions    | 11 514       | 17,93        | 15 101      | 23,52       |  |
| Votants        | Votants                  | Votants        | 52 704       | 82,07        | 49 113      | 76,48       |  |
| Blancs et nuls | Blancs et nuls           | Blancs et nuls | 1 295        | 2,46         | 2 184       | 4,45        |  |
| Exprimés       | Exprimés                 | Exprimés       | 51 409       | 97,54        | 46 929      | 95,55       |  |

#### Troisième circonscription (Gannat)
| Candidat       | Candidat          | Parti          | Premier tour | Premier tour | Second tour | Second tour |  |
| Candidat       | Candidat          | Parti          | Voix         | %            | Voix        | %           |  |
| -------------- | ----------------- | -------------- | ------------ | ------------ | ----------- | ----------- |  |
|                | Pierre Villon élu | PCF            | 16 677       | 38,26        | 23 950      | 55,1        |  |
|                | Henri Tardivat    | UD-Ve          | 11 202       | 25,7         | 19 518      | 44,9        |  |
|                | Antoine Lacroix   | FGDS (SFIO)    | 10 849       | 24,89        | Retrait     | Retrait     |  |
|                | Jean Dye          | CD (PDM)       | 3 548        | 8,14         |             |             |  |
|                | Gaston Paul       | Modérés        | 1 311        | 3,01         |             |             |  |
|                |                   |                |              |              |             |             |  |
| Inscrits       | Inscrits          | Inscrits       | 56 938       | 100,00       | 56 936      | 100,00      |  |
| Abstentions    | Abstentions       | Abstentions    | 12 460       | 21,88        | 11 689      | 20,53       |  |
| Votants        | Votants           | Votants        | 44 478       | 78,12        | 45 247      | 79,47       |  |
| Blancs et nuls | Blancs et nuls    | Blancs et nuls | 891          | 2            | 1 779       | 3,93        |  |
| Exprimés       | Exprimés          | Exprimés       | 43 587       | 98           | 43 468      | 96,07       |  |

#### Quatrième circonscription (Vichy)
| Candidat       | Candidat                       | Parti          | Premier tour | Premier tour | Second tour | Second tour |  |
| Candidat       | Candidat                       | Parti          | Voix         | %            | Voix        | %           |  |
| -------------- | ------------------------------ | -------------- | ------------ | ------------ | ----------- | ----------- |  |
|                | Gabriel Péronnet sortant réélu | FGDS (Radical) | 24 905       | 47,9         | 35 837      | 70,96       |  |
|                | Bernard Jarrier                | RI             | 13 219       | 25,42        | 14 669      | 29,04       |  |
|                | René Riboulet                  | PCF            | 9 381        | 18,04        | Retrait     | Retrait     |  |
|                | Charles Cointot                | CD (PDM)       | 3 473        | 6,68         |             |             |  |
|                | Pierre Julia                   | ARLP           | 1 021        | 1,96         |             |             |  |
|                |                                |                |              |              |             |             |  |
| Inscrits       | Inscrits                       | Inscrits       | 67 101       | 100,00       | 67 092      | 100,00      |  |
| Abstentions    | Abstentions                    | Abstentions    | 14 163       | 21,11        | 15 341      | 22,87       |  |
| Votants        | Votants                        | Votants        | 52 938       | 78,89        | 51 751      | 77,13       |  |
| Blancs et nuls | Blancs et nuls                 | Blancs et nuls | 939          | 1,77         | 1 245       | 2,41        |  |
| Exprimés       | Exprimés                       | Exprimés       | 51 999       | 98,23        | 50 506      | 97,59       |  |